# Peniagone leander
Peniagone leander is een zeekomkommer uit de familie Elpidiidae.
De wetenschappelijke naam van de soort werd in 1986 gepubliceerd door David Pawson & E.J. Foell.